# St. Josef und Martin

Logo der Kirchengemeinde „St. Josef und Martin“

St. Josef und Martin ist die katholische Kirchengemeinde von Langenfeld im Erzbistum Köln. Sie wurde am 1. Januar 2011 gegründet.

## Geschichte
Im Jahre 2000 gab es in Langenfeld neun eigenständige Kirchengemeinden:
- St. Barbara (Reusrath),
- Christus König (Mitte, Filialkirche von St. Josef),
- St. Gerhard (Gieslenberg, Filialkirche von St. Barbara),
- St. Josef (Immigrath),
- St. Mariä Himmelfahrt (Hardt, Filialkirche von St. Josef),
- St. Maria Rosenkranzkönigin (Wiescheid, Filialkirche von St. Martin),
- St. Martin (Richrath),
- St. Paulus (Berghausen) sowie
- St. Pius (Richrath, Filialkirche von St. Martin, 2006 profaniert).

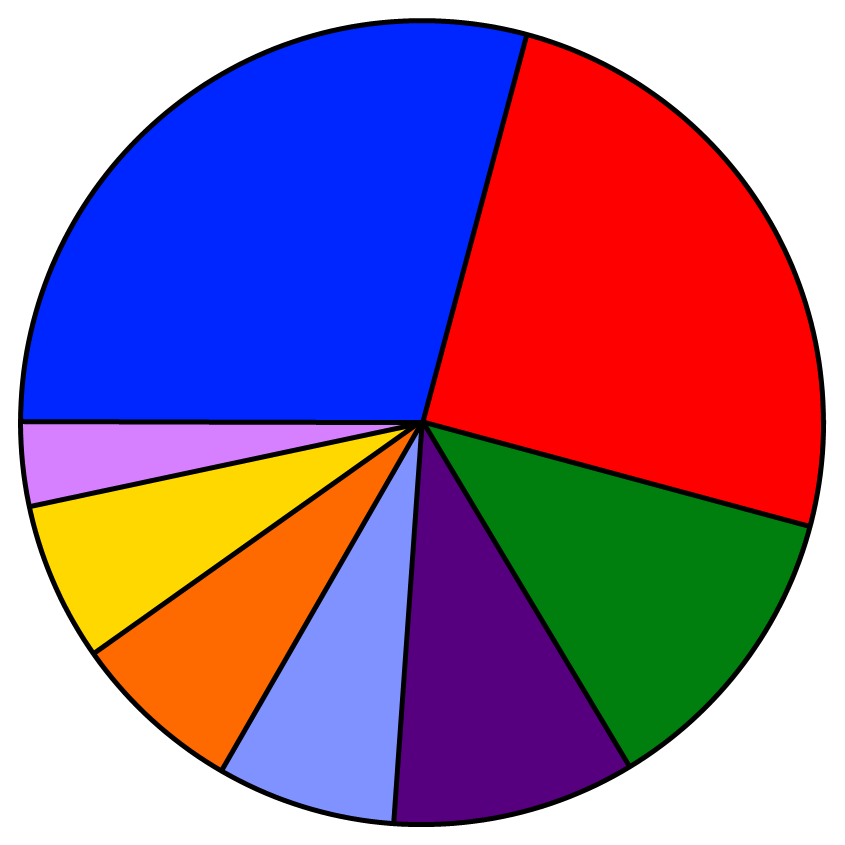
Katholikenzahl der Katholischen Kirchengemeinde St. Josef und Martin: 23.731
St. Josef: 6.950
St. Martin: 5.898
St. Paulus: 2.902
St. Barbara: 2.332
Christus König: 1.693
St. Mariä Himmelfahrt: 1.671
St. Maria Rosenkranzkönigin: 1.494
St. Gerhard: 791
Stand: Juli 2010;
Quelle: Schematismus Erzbistum Köln

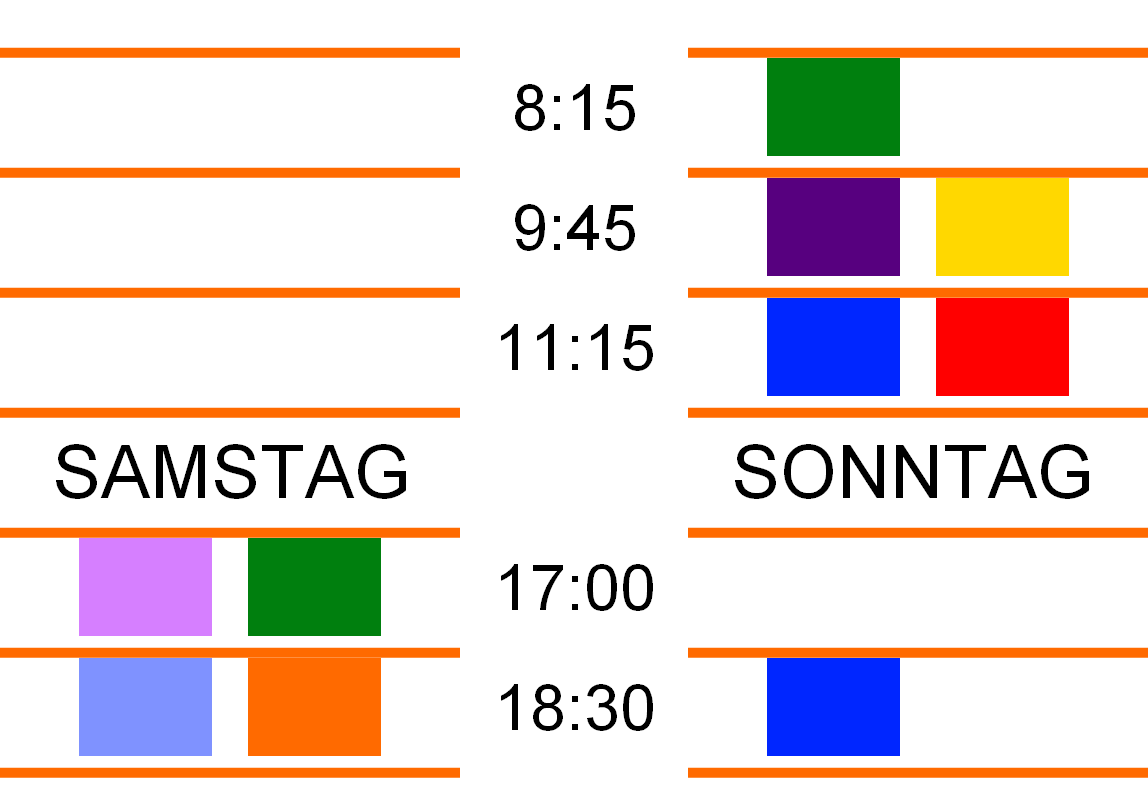
Neue Gottesdienstordnung der Katholischen Kirchengemeinde St. Josef und Martin
St. Josef
St. Martin
St. Paulus
St. Barbara
Christus König
St. Mariä Himmelfahrt
St. Maria Rosenkranzkönigin
St. Gerhard

Die neun Gemeinden wurden 2002 zu zwei Seelsorgebereichen oder -einheiten zusammengefasst, das heißt, die einzelnen Gemeinden behalten ihre einzelnen Kirchenvorstände, wenn auch mit weniger Aufgaben.
Die zwei Seelsorgebereiche waren
- Langenfeld-Nord mit den Kirchen St. Mariä Himmelfahrt, St. Maria Rosenkranzkönigin, St. Martin, St. Paulus und St. Pius (bis 2006) sowie
- Langenfeld-Süd mit St. Barbara, Christus König, St. Gerhard und St. Josef.

Die beiden Seelsorgebereiche hatten jeweils einen leitenden Pfarrer und zwar den Richrather Pfarrer Gerhard Trimborn, der schon vorher auch für St. Maria Rosenkranzkönigin zuständig war, für Langenfeld-Nord und den Dechanten des Dekanates Langenfeld-Monheim Dr. Jürgen Rentrop, der an St. Josef ansässig und auch für Christus König zuständig war, für Langenfeld-Süd.
Aufgrund sinkender Priesterzahlen wurde 2008 der Seelsorgebereich Langenfeld-Süd mit dem Seelsorgebereich Langenfeld-Nord zusammengelegt zu einem großen Seelsorgebereich Langenfeld. Zum 31. Dezember 2010 wurden die einzelnen Kirchengemeinden Langenfelds aufgelöst, worauf am 1. Januar 2011 die neue große Katholische Kirchengemeinde St. Josef und Martin gegründet wurde. Die einzelnen Kirchen bleiben bestehen und werden nun „Orte des kirchlichen Lebens“ genannt.

## Struktur und Organisation
Die Mittelpunktskirche mit Sitz des Pfarrers und des Pastoralbüros ist St. Josef. Der Pfarrgemeinderat bildete Ortsausschüsse in den einzelnen Kirchen, diese sollen Ansprechpartner für die Katholiken „vor Ort“ sein.
Das Pastoralteam besteht jetzt aus
- einem Pfarrer,
- zwei Pfarrvikaren,
- einem Diakon,
- zwei Pastoralreferenten,
- einer Gemeindereferentin und
- einer Gemeindeassistentin.[1]

Zusätzlich gibt es vier Pfarrer im Ruhestand sowie einen Krankenhausseelsorger, der die Gottesdienste in der Krankenhauskapelle des St.-Martinus-Krankenhaus und in der Simultankirche der LVR-Klinik Langenfeld feiert. Ein Pastoralreferent ist für die Seelsorge im St.-Martinus-Krankenhaus zuständig.
Im März wurde vom Pfarrgemeinderat eine neue Gottesdienstordnung für die gesamte Gemeinde ausgearbeitet. Es gibt nun vier Zeitschienen für die Sonntags-/Samstagabendmessen: samstags 17:00 Uhr und 18:30 Uhr sowie sonntags 9:45 Uhr und 11:15 Uhr. Zu diesen Zeiten gibt es jeweils zwei Messen in Langenfeld, dazu kommen je eine Messe sonntags 8:15 Uhr und 18:30 Uhr. Die Messen in der Krankenhauskapelle, im CBT-Haus und in der LVR-Klinik bleiben von den Zeitschienen unabhängig.
Die neue Gottesdienstordnung trat am 28./29. Mai 2011 in Kraft.

## Logo
„Die blauen Enden der acht Kreuzbalken symbolisieren die Menschen in den Gemeinschaften rund um die Kirchen in den Ortsteilen Langenfelds. Die von diesen Enden ausgehenden Kanten stellen dar, wie die Menschen unserer großen Gemeinde aufeinander zugehen. Die einen schnell, manche langsamer. Einige sind schon nahe beieinander, andere haben noch eine größere Wegstrecke vor sich. Die unterbrochenen Kanten sagen auch, wir sind offen für die Menschen, die uns begegnen. Alle versammeln sich um Christus, der Mitte unserer Pfarrgemeinde St. Josef und Martin. Die Farbe Gold des Mittelpunktes steht für das Unbegreifliche und zugleich für die Herrlichkeit Gottes.“

## Name
Der Name „St. Josef und Martin“ verbindet die ca. tausendjährige Geschichte – geprägt durch das nach der Schlacht von Worringen gebildete Kirchspiel Richrath-Reusrath, das mit den Heiligen Martin und Barbara verbunden ist – mit der Neuzeit, in der die neue Mittelpunktskirche St. Josef im Zentrum der sich entwickelnden Stadt Langenfeld entstand.
Der zuvor ins Spiel gebrachte Name „Zu den Heiligen Barbara und Martin“, der auf ebendieses Kirchspiel Richrath-Reusrath zurückgeht, wurde abgelehnt, da maximal zwei Heilige im Namen enthalten sein durften, wobei der Erste der Patron der Mittelpunktskirche, also Josef, sein musste. Schließlich entschied man sich für „St. Josef und Martin“.

## Kirchen, „Orte des kirchlichen Lebens“

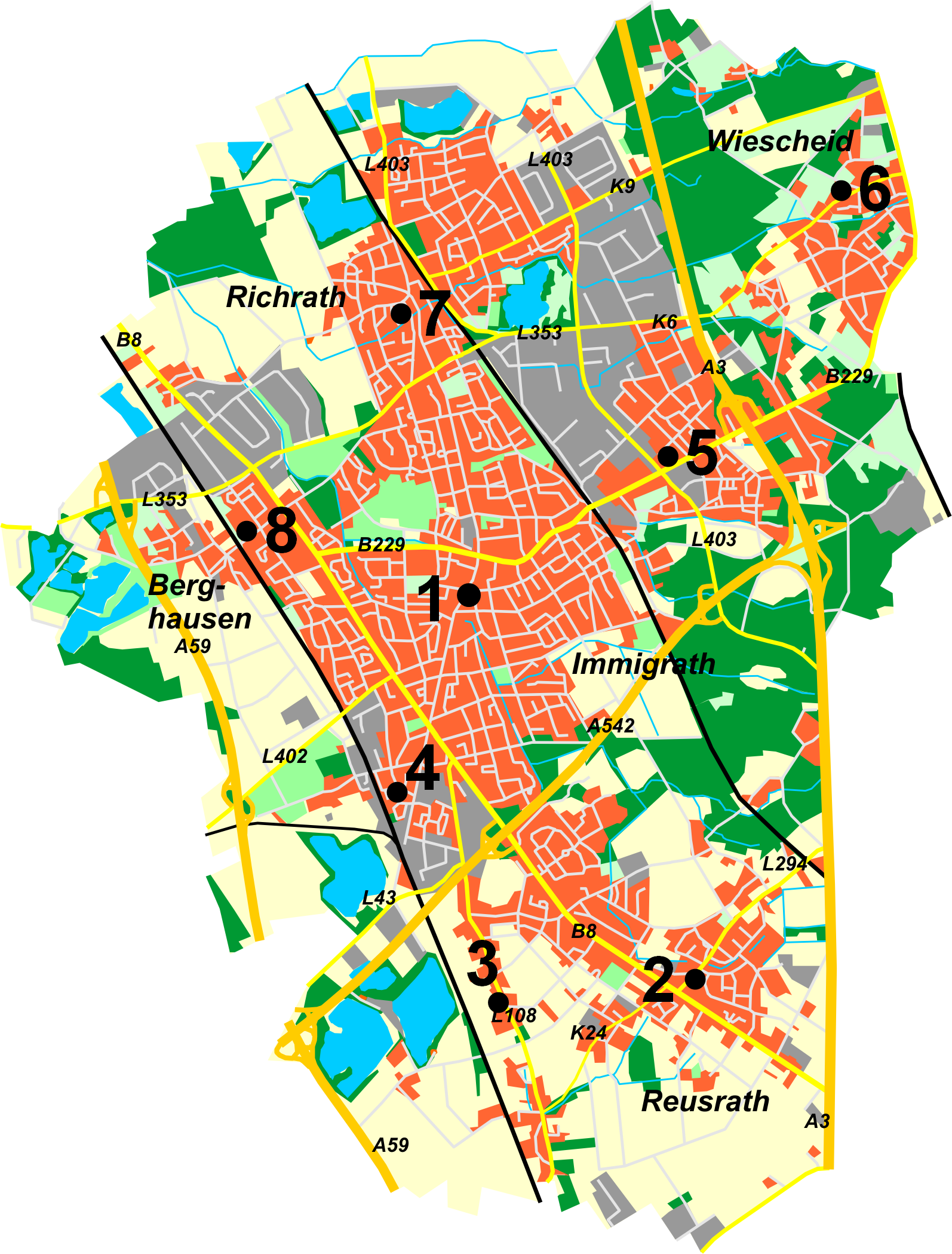
Die Kirchen auf der Karte Langenfelds

Kirchen
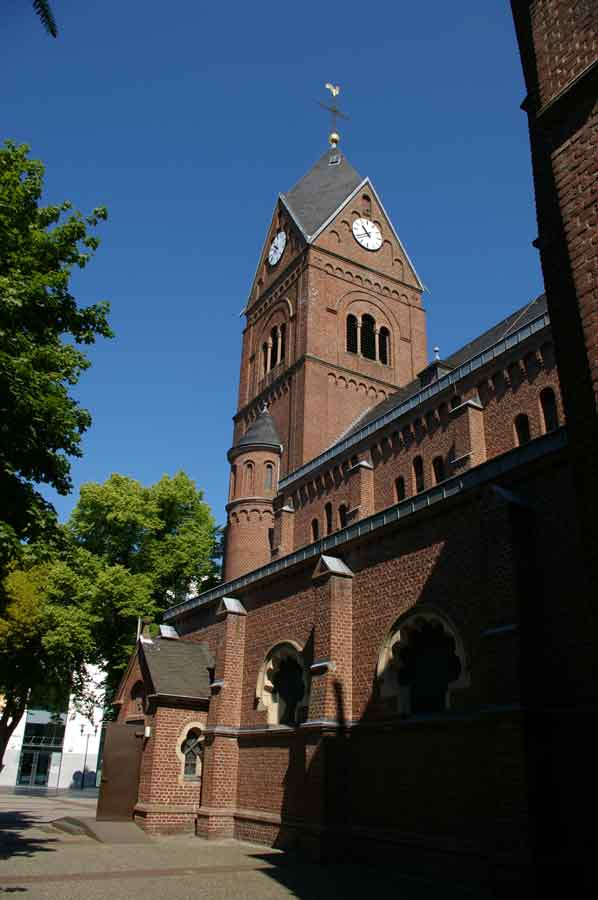
St. Josef, Langenfeld-Immigrath (1 auf der Karte)
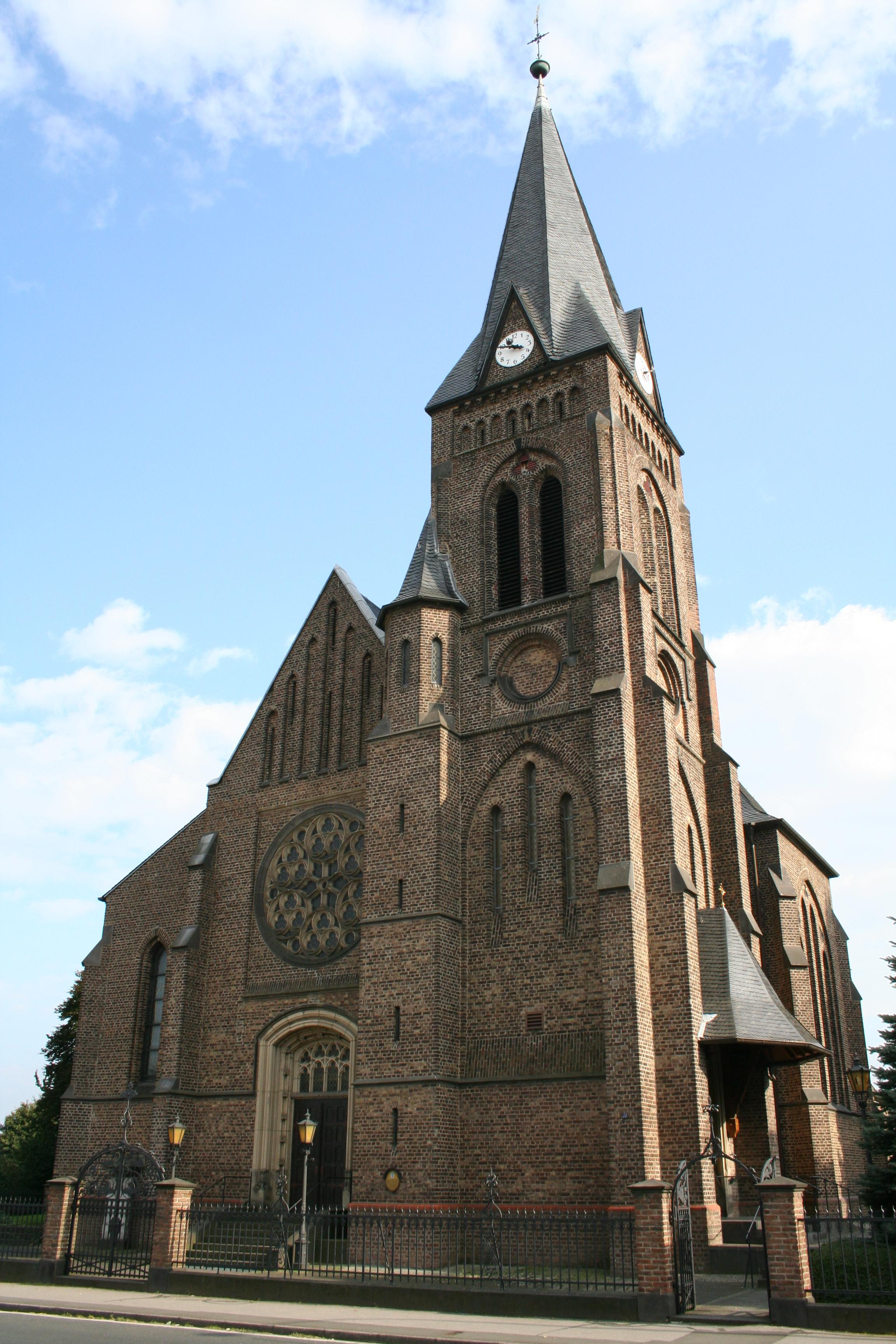
St. Barbara, Langenfeld-Reusrath (2  auf der Karte)
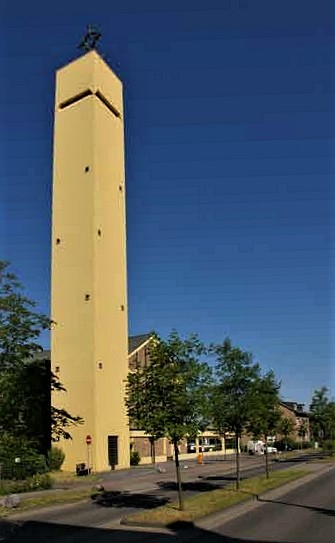
St. Gerhard, Langenfeld-Gieslenberg (3  auf der Karte)
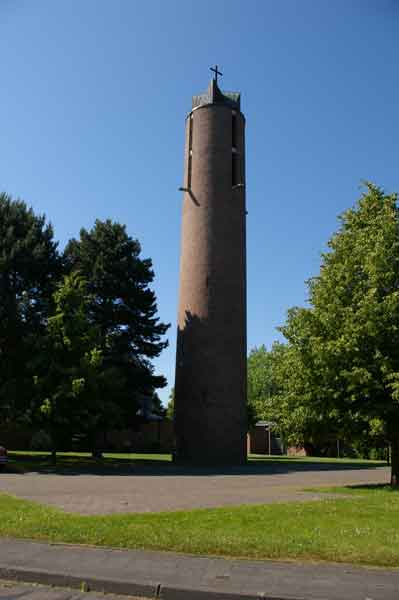
Christus König, Langenfeld-Mitte (4  auf der Karte)
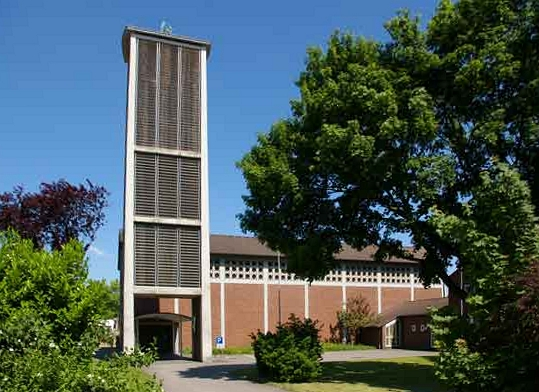
St. Mariä Himmelfahrt, Langenfeld-Hardt (5  auf der Karte)
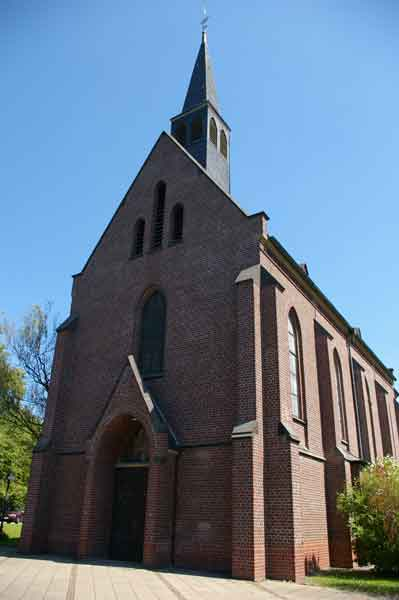
St. Maria Rosenkranzkönigin, Langenfeld-Wiescheid (6  auf der Karte)
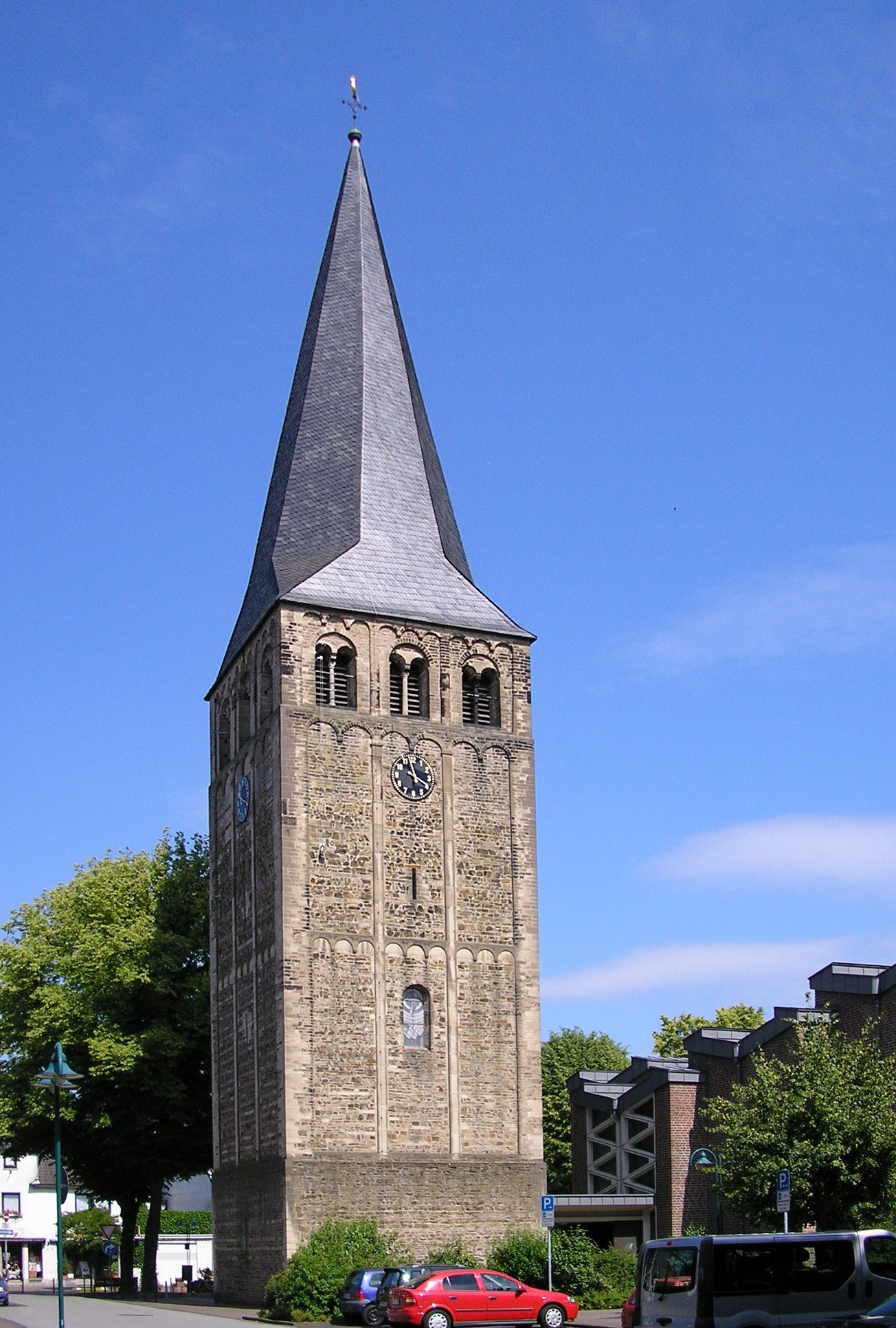
St. Martin, Langenfeld-Richrath (7  auf der Karte)
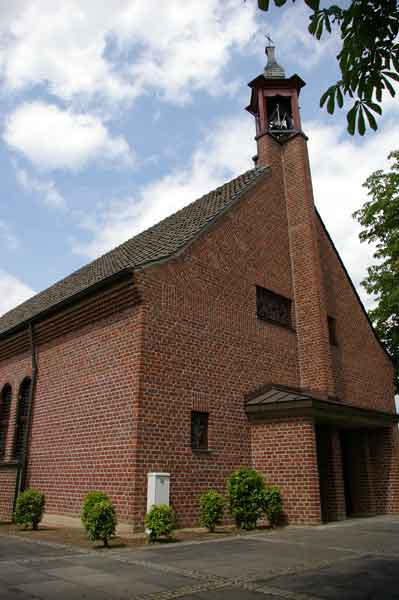
St. Paulus, Langenfeld-Berghausen (8  auf der Karte)